# Houplines
Houplines (Nederlands: Opline) is een Franse gemeente in het Noorderdepartement (Frans: département du Nord) (regio Hauts-de-France). De gemeente telde op 1 januari 2022 7.907 inwoners en maakt deel uit van het arrondissement Rijsel.

## Geografie
De oppervlakte van Houplines bedroeg op 1 januari 2022 11,32 vierkante kilometer; de bevolkingsdichtheid was toen 698,5 inwoners per km². Houplines ligt aan de Leie, die er de grens vormt met België. De gemeente ligt net ten oosten van de stad Armentières.

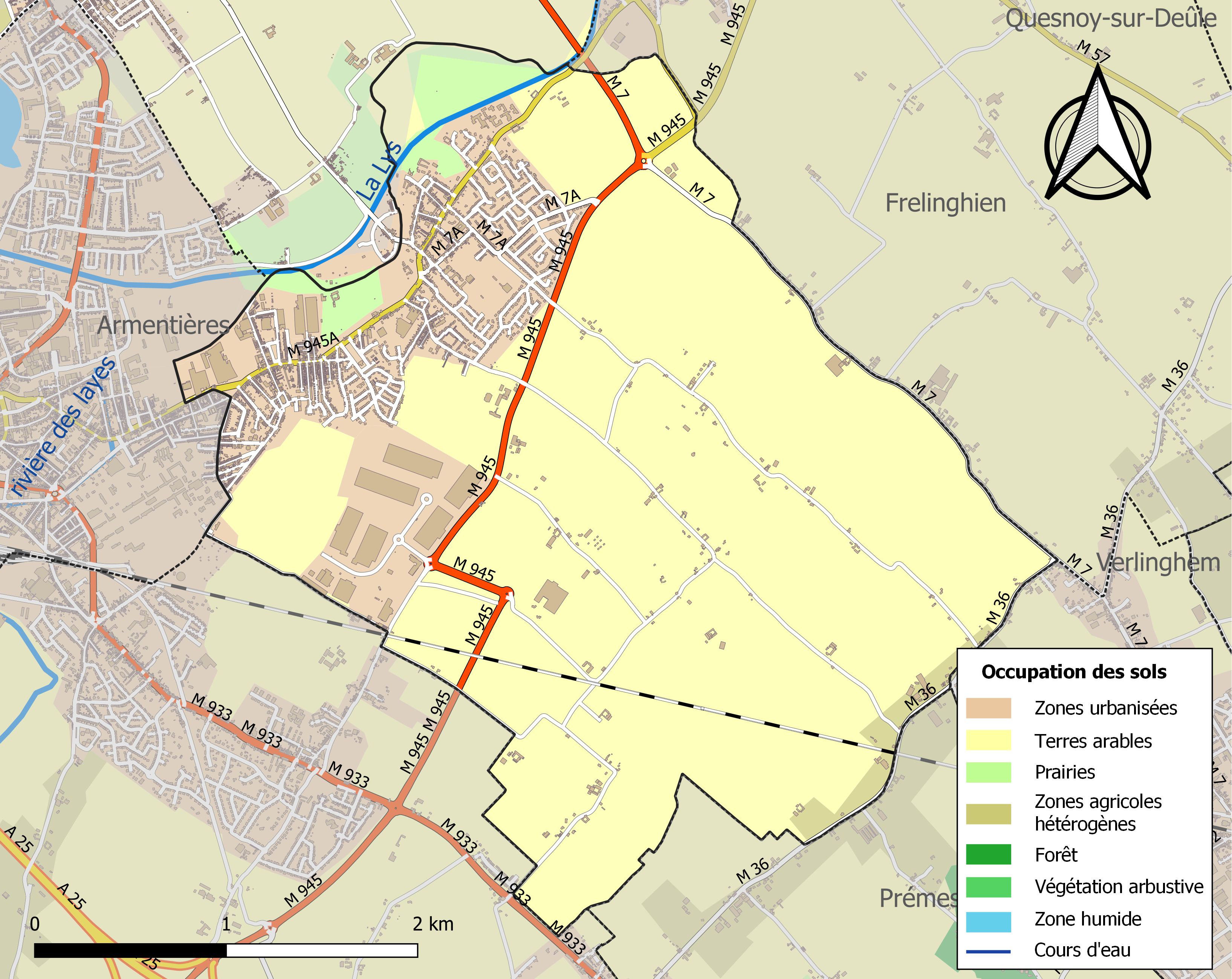
Kaart van de gemeente met belangrijkste infrastructuur, bodemgebruik en omliggende gemeenten

## Geschiedenis
Tijdens het ancien régime behoorde de plaats tot Rijsels-Vlaanderen en het Bisdom Doornik. Houplines bestond uit de heerlijkheid Houplines-Molimont, die overeenkomt met het oude dorpscentrum en afhankelijk was van Rijsel, en de heerlijkheid Grand-Bar en Petit-Bar, afhankelijk van de kasselrij Waasten.
De ligging aan de bevaarbare Leie zorgde voor de industriële ontwikkeling van Houplines. Vanaf de 17de eeuw ontwikkelde de lakennijverheid zich en in de volgende eeuwen vestigden zich spinnerijen en weverijen in Houplines. Met de industriële revolutie ontwikkelde de textielindustrie zich verder, net als in het naburige Armentières. Rond de weg naar Armentières ontwikkelde zich een industriële wijk, het Quartier de la Route, die aansluit op de stad Armentières. Hier werd in 1883 de Sint-Carolus Borromeuskerk opgetrokken.
Tijdens de Eerste Wereldoorlog lag de gemeente aan het front en werd bijna volledig verwoest. Na de oorlog werd een nieuw gemeentehuis opgetrokken op de gronden tussen het oude centrum en de nieuwe industriële wijk.

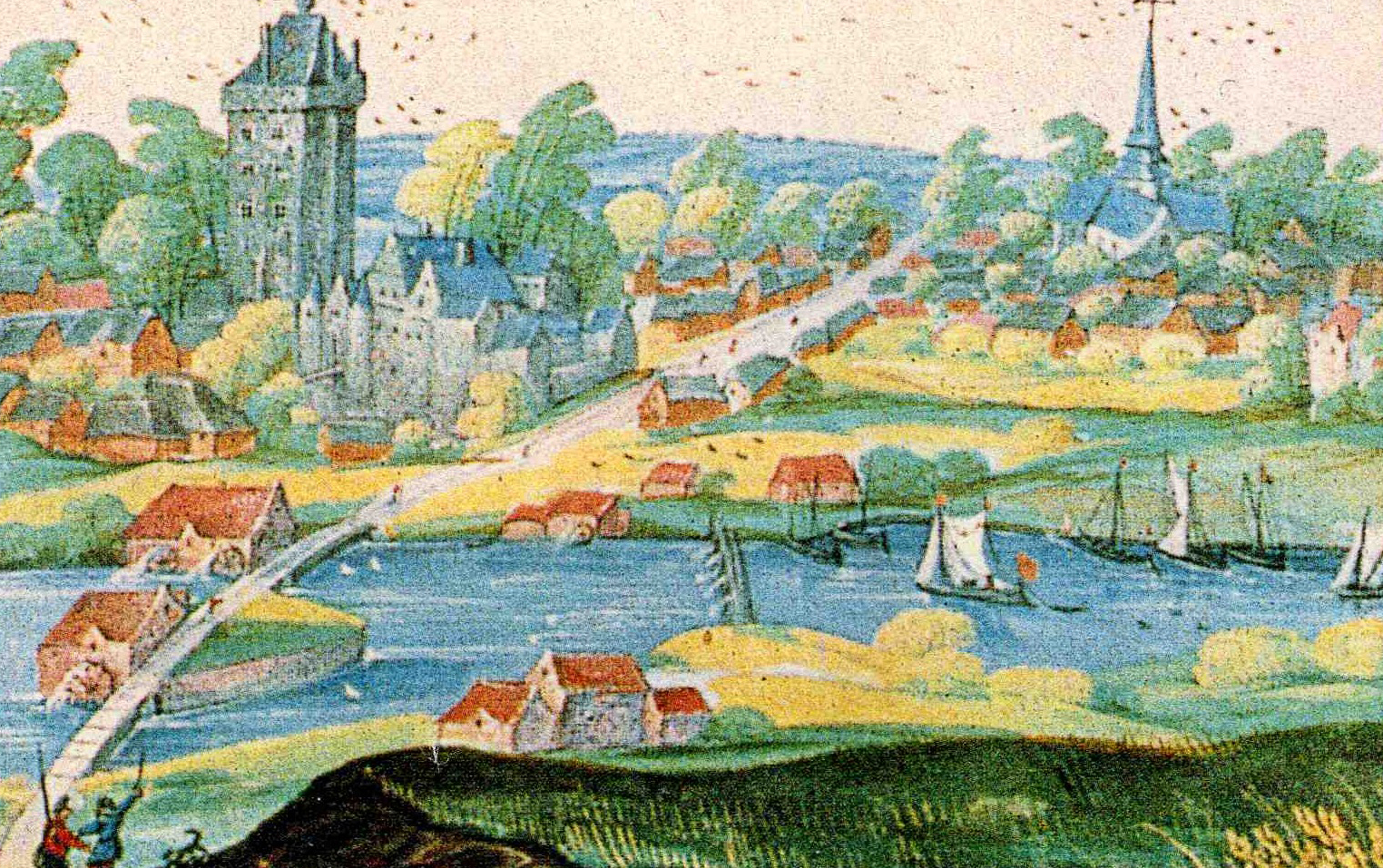
Het Kasteel van Houplines en de molens aan de Leie
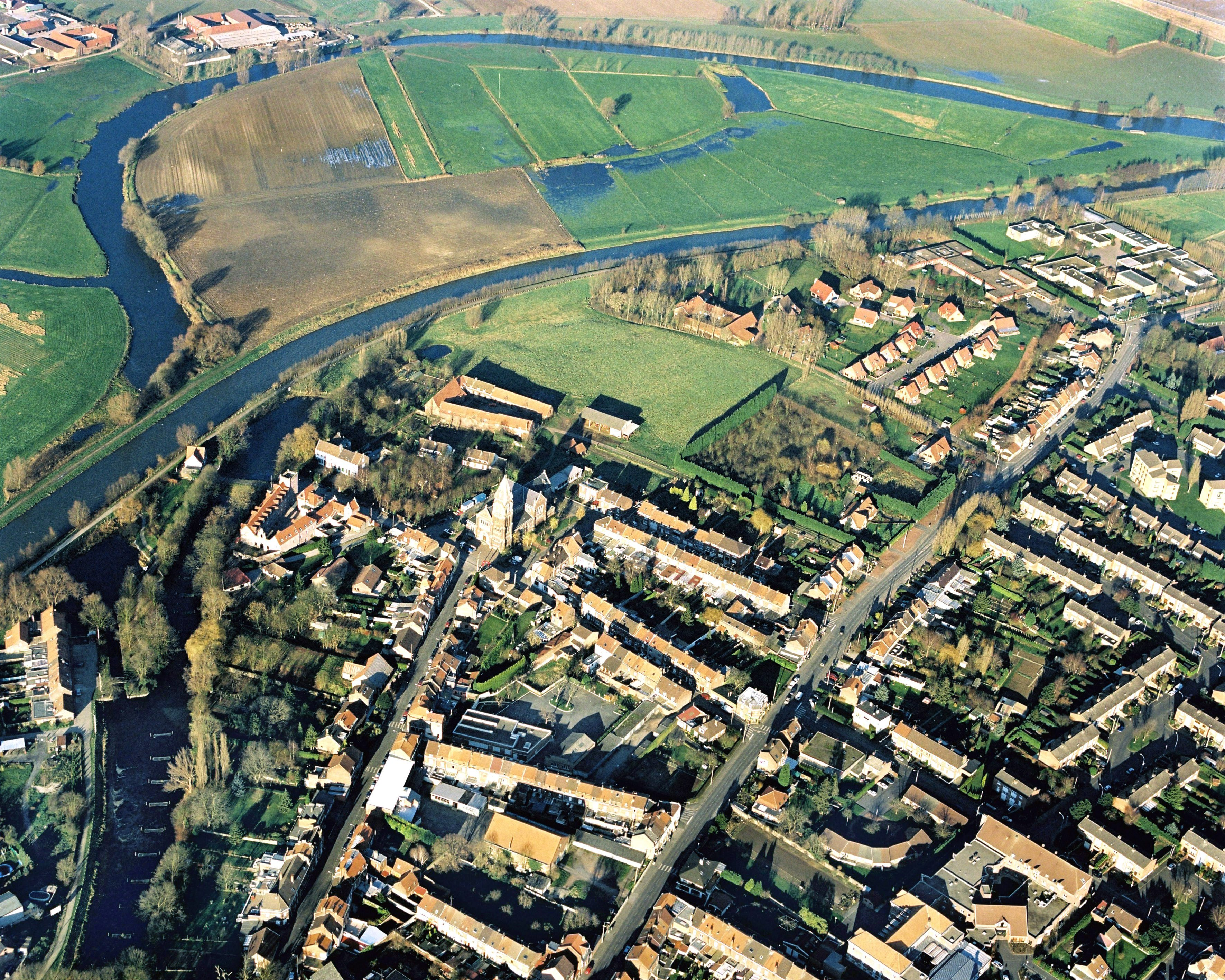
Luchtfoto van het centrum van Houplines
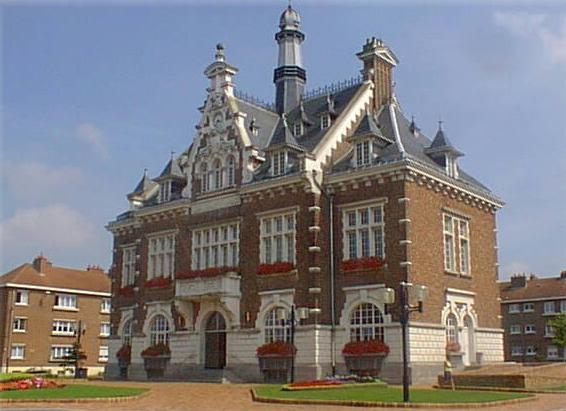
Het gemeentehuis van Houplines
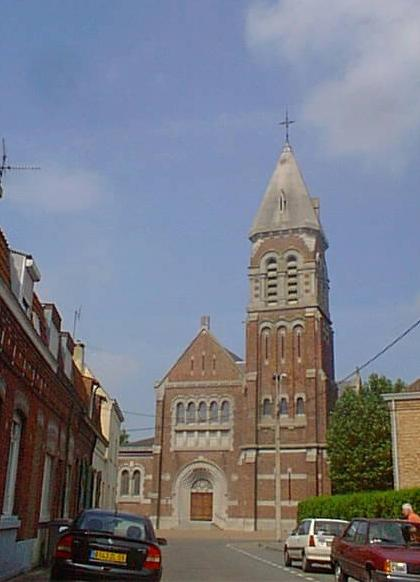
De Sint-Anastasiakerk
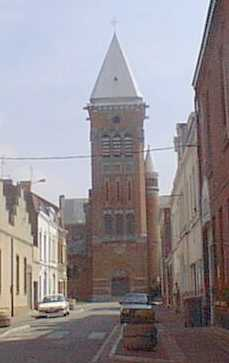
De Sint-Carolus Borromeuskerk

## Bezienswaardigheden
- De Sint-Anastasiakerk (Église Sainte-Anastasie)
- De Sint-Carolus Borromeuskerk (Église Saint-Charles)
- Het gemeentehuis, herbouwd in 1930, staat tussen het oude dorpscentrum en de industriële wijk in het westen.
- In de gemeente bevinden zich twee Britse militaire begraafplaatsen:
  - Ferme Buterne Military Cemetery, met meer dan 120 graven
  - Houplines Communal Cemetery Extension, met meer dan 500 graven

## Demografie
Onderstaande figuur toont het verloop van het inwonertal (bron: INSEE-tellingen).

## Partnersteden
- Kirchhundem (Duitsland) sinds  13 januari 1989.

## Nabijgelegen kernen
Armentières, Le Bizet, Frelinghien, Pérenchies